# Amphoe Si Banphot
Amphoe Si Banphot (thailändisch อำเภอ ศรีบรรพต) ist ein  Landkreis (Amphoe – Verwaltungs-Distrikt) in der Provinz Phatthalung. Die Provinz Phatthalung liegt in der Südregion von Thailand, etwa 840 km südlich von Bangkok auf der Malaiischen Halbinsel.

## Geographie
Benachbarte Distrikte und Gebiete (von Norden im Uhrzeigersinn): die Amphoe  Pa Phayom, Khuan Khanun und Srinagarindra in der Provinz Phatthalung sowie die Amphoe Na Yong, Mueang Trang und Huai Yot in der Provinz Trang.
Der Nationalpark Khao Pu – Khao Ya (อุทยานแห่งชาติเขาปู่-เขาย่า) liegt im Landkreis. Er wird von den Einheimischen Pha Porommachan (ป่าพรหมจรรย์, etwa: jungfräulicher Wald) genannt, da er ein ohne menschliche Eingriffe gewachsener Urwald ist.

## Geschichte
Si Banphot wurde am 1. Dezember 1977 eingerichtet, indem drei Tambon vom Amphoe Khuan Khanun abgetrennt wurden.
Am 4. November 1993 wurde Si Banphot dann zu einem Amphoe heraufgestuft.

## Verwaltung

### Provinzverwaltung
Amphoe Si Banphot ist in drei Unterbezirke (Tambon) eingeteilt, welche weiter in 30 Dorfgemeinschaften (Muban) unterteilt sind.
| Nr. | Name    | Thai  | Muban | Einw. |
| --- | ------- | ----- | ----- | ----- |
| 1.  | Khao Ya | เขาย่า | 10    | 6.685 |
| 2.  | Khao Pu | เขาปู่  | 11    | 5.647 |
| 3.  | Taphaen | ตะแพน | 09    | 5.143 |

### Lokalverwaltung
Jeder der drei Tambon wird von einer „Tambon-Verwaltungsorganisationen“ (TAO, องค์การบริหารส่วนตำบล) verwaltet.